# Anu Ennok
Anu Ennok est une joueuse estonienne de volley-ball née le 25 janvier 1992 à Viljandi (comté de Viljandi). Elle mesure 1,75 m et joue au poste de réceptionneuse-attaquante. Elle est internationale estonienne.

## Clubs
| Club               | De        | À         |
| ------------------ | --------- | --------- |
| Viljandi Metall    |           | 2011-2012 |
| Oriveden Ponnistus | 2012-2013 | 2012-2013 |
| LP Viesti Salo     | 2013-2014 | 2014-2015 |
| Smaesch Pfeffingen | 2015-2016 | 2017-2018 |
| Vandœuvre Nancy VB | 2018-2019 | 2018-2019 |
| LP Viesti Salo     | 2019-2020 | 2019-2020 |
| VC Mamer           | 2020-2021 | …         |

## Palmarès
- Championnat d'Estonie
  - Vainqueur : 2010, 2011, 2012.
- Championnat de Finlande
  - Vainqueur : 2014, 2015.
- Coupe de Finlande
  - Vainqueur : 2014.
  - Finaliste : 2013, 2019.
- Championnat de Suisse
  - Finaliste : 2016, 2017, 2018.
- Supercoupe de Suisse
  - Finaliste : 2016, 2017.
- Coupe de Suisse
  - Finaliste : 2017.